# Espoonkartano
Espoonkartano (suédois : Esbogård) est un quartier de la ville d'Espoo en Finlande.

## Description
Espoonkartano compte 605 habitants (31.12.2016).
Espoonkartano chevauche la Kehä III. Espoonkartano comprend aussi le village de Järvikylä (suédois : Träskby). 
Espoonkartano tire son nom du Manoir d'Espoo déjà évoqué dans des écrits de 1495.
On trouve dans cette section les deux ponts  Qvarnbro ja Sågbro construits en 1775, qui sont les deux ponts finlandais les plus anciens encore en fonction.